# 札幌インフィニティーズ
札幌インフィニティーズ（さっぽろインフィニティーズ）は、日本の女子アイスホッケーチーム。北海道札幌市を本拠地とする。

## 歴史
- 2012年 - 札幌バッカーズを継承する形で設立[1]

## メンバー

### スタッフ
- 監督：前島臣政